# Abel Ippólito
Abel Ippólito es un historietista e ilustrador español, nacido en Lorca en 1969.

## Biografía
Licenciado en Bellas Artes, trabajó en la revista subvencionada "I.m.a.j.e.n. de Sevilla" hasta que una de sus historietas fue censurada por la Junta de Andalucía.
Mudó a Japón gracias a una beca de la editorial Kodansha.